# Atari ST

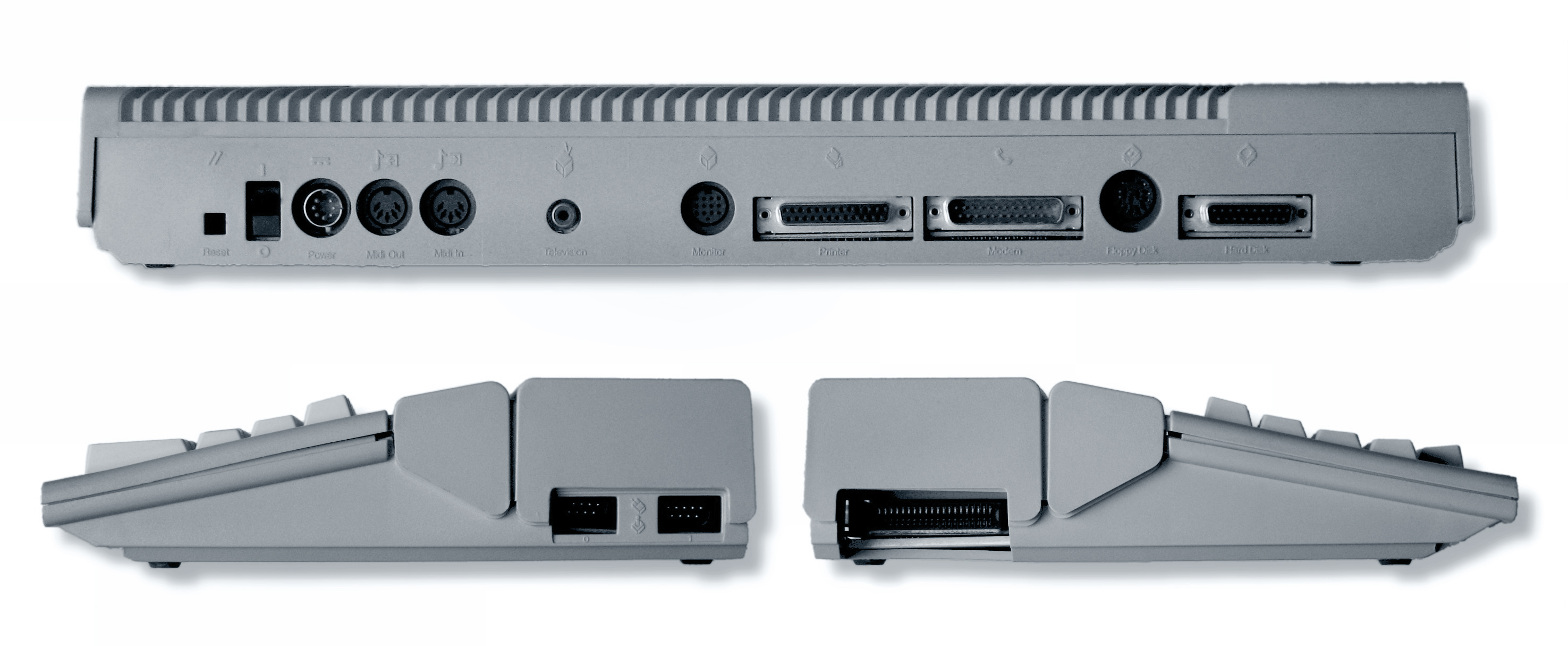
Portarna på en Atari 520 ST.

Atari ST var en av de populäraste hemdatorerna under andra hälften av 1980-talet och första hälften av 1990-talet. Baserad på en Motorola 68000 CPU på 8 MHz var dess främsta konkurrent Amiga 500 från Commodore. Atari ST utkom i flera olika modeller.
Datorns operativsystem, TOS (”The Operating System”), baseras på GEMDOS och det grafiska användargränssnittet GEM (Graphic Environment Manager), båda utvecklade av Digital Research. Tack vare dess inbyggda MIDI-portar var den även mycket populär bland musiker. Den första modellen i Sverige var Atari 520 ST som släpptes 1985, strax innan Commodore lanserade sin första Amiga-modell, Amiga 1000.

## ST-modeller
- Atari 130ST - 128 KiB RAM. Prototyp som visades upp första gången 1985 på Winter Las Vegas Consumer Electronics Show. Såldes aldrig.
- Atari 260ST - 512 KiB RAM, varav operativsystemet som lästes in i RAM från disk upptog nästan hälften och lämnade inte mycket mer än 256 KiB ledigt minne, därav namnet 260 ST. Såldes i få exemplar.
- Atari 520ST - 512 KiB RAM. Använde extern nätdel och floppy.
- Atari 520ST+ - 1024 KiB RAM. De sista exemplaren av 520ST blev svårsålda efter att STF-modellen lanserades. Atari fabriksuppgraderade då dessa till 1024KiB RAM, och sålde dem under namnet 520ST+
- Atari 520STF - 512 KiB RAM. Andra modellen efter 1040ST med inbyggd Floppy.
- Atari 520STM - 512 KiB RAM. Använde extern nätdel och floppy. Inbyggd TV-Modulator.
- Atari 520STFM - 512 KiB RAM.
- Atari 1040ST - 1024KiB RAM. Första modellen med inbyggd floppy och PSU, Senare fick den suffixet F for att understryka detta.
- Atari 1040STF - 1024 KiB RAM.
- Atari 1040STFM - 1024 KiB RAM.
- Atari MEGA ST1 - 1 MiB RAM. Första modellen med stöd för blitter. Såldes i början utan blitter chippet, som inte var klart, blitter blev senare standard på samtliga MEGA modeller.
- Atari MEGA ST2 - 2 MiB RAM.
- Atari MEGA ST4 - 4 MiB RAM.
- Atari 520STE - 512 KiB RAM. Använder SIMM minnen. Uppgraderbar till 4 MiB.
- Atari 1040STE - 1024 KiB RAM. Använder SIMM minnen. Uppgraderbar till 4 MiB.
- Atari 4160STE - 4096 KiB RAM. Såldes endast till utvecklare i samband med lanseringen av STE.
- Atari MEGA STE - Motorola 68000 CPU på 16 MHz. 1, 2, eller 4 MiB RAM.
- Atari STacy - En portabel Atari ST med en inbyggd monokrom bildskärm. Baserad på ST's chipset.
- Atari ST Book - Ersättaren till Atari STacy. Baserad på STE's chipset.

ST står för sixteen thirtytwo vilket är databussens bredd i bit (16) respektive processorns interna registerstorlek i bit (32). Atari TT har 32 bitars databuss och processorn 32 bitars register. F står för inbyggd diskettstation och M står för inbyggd RF-modulator, vilket gjorde det möjligt att ansluta datorn direkt till en TV-apparats antenningång. ST- och STM-modellerna levererades även med extern nätdel, medan den i övriga modeller är intern.
E står för enhanced, en förbättrad serie med en 12 bitars palett (4096 färger), blitterkrets för snabbare grafik och DMA-ljud som skulle bli en ”Amiga-dödare” då främst värsta konkurrenten Amiga500, dock släpptes den för sent för att hota Amigans försprång i rykte och användning. Även MEGA ST2 och MEGA ST4 är utrustad med en blitterkrets.

## Övriga modeller i serien

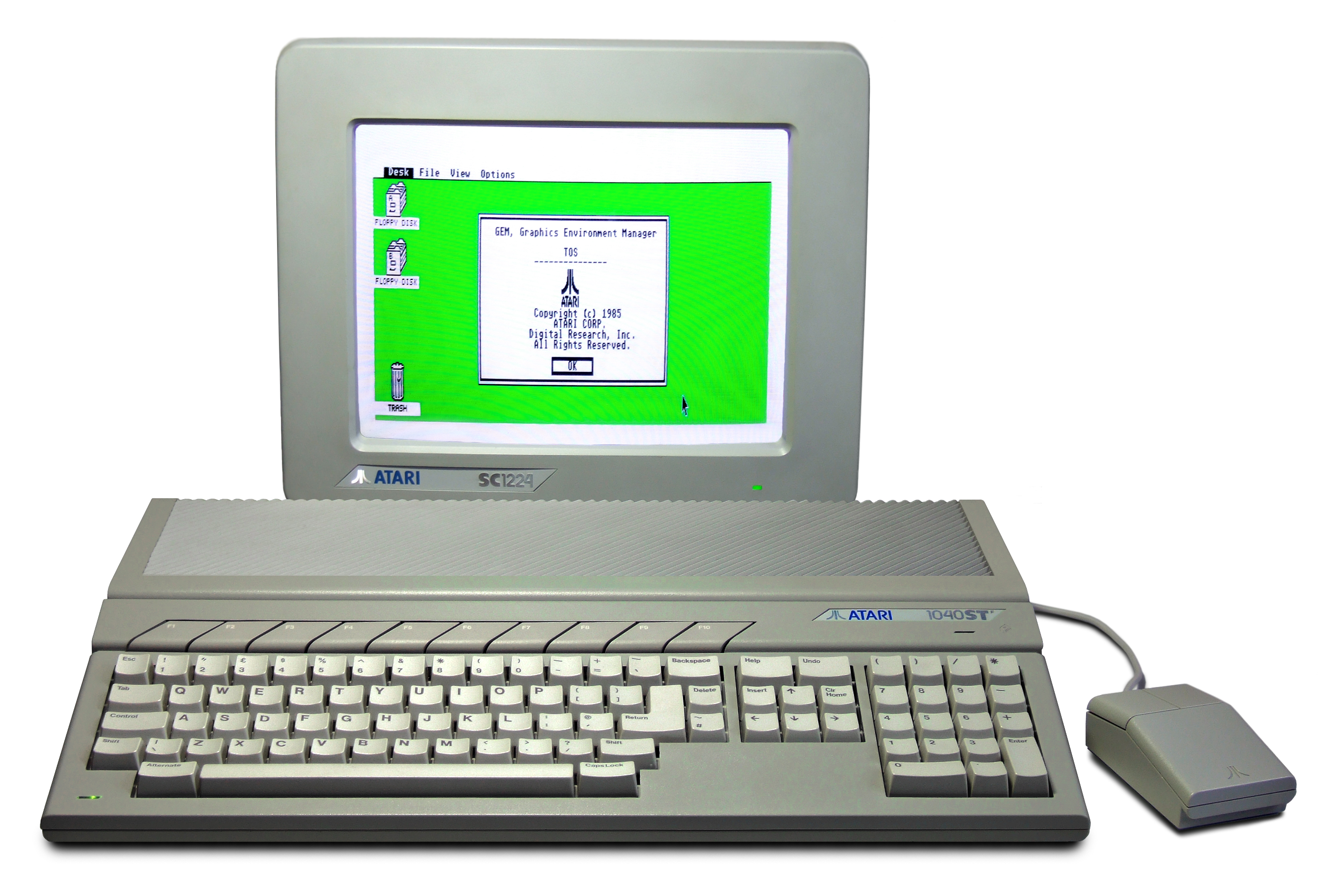
Atari 1040 STF

- Atari TT - Motorola 68030 CPU på 32 MHz.
- Atari Falcon030 - Motorola 68030 CPU på 16 MHz, 1, 2, 4, eller 14 MiB RAM.

## Klonsystem
Utöver de officiella modellerna från Atari fanns även ett antal kloner:
- Medusa Hades040/060
- Milan040/060
- DirecTT
- Eagle
- Medusa T40
- Medusa FireBee

## Specifikationer
Samtliga modeller har:
- 2 MIDI-portar (in/ut).
- 1 mus/joystick-port och 1 renodlad joystick-port.
- 1 Serieport, RS232 kompatibel.
- 1 centronics parallellport.
- 1 cartridgeport.
- 1 monitorport
- 1 port för en extern diskettstation (saknas på Falcon030).
- 1 antennutgång (endast STM-modeller, samtliga STE, samt Falcon030)
- ACSI-port (ett SCSI-liknande gränssnitt) för hårddisk, tapestreamer och liknande. (Saknas på Falcon030)
- 192 (ST), 256 (STE) eller 512 (TT, Falcon030)  KiB ROM där TOS och GEM ligger lagrat. Den första modellen 260ST hade operativsystemet på disk som laddades vid start av systemets BIOS.
- Ljudkrets, General Instrument AY-3-8910. Man använde även den licenstillverkade versionen YM2149F från Yamaha. Falcon030 använde den mer kompakta och ytmonterade Yamaha Y3439-F.
- Tre olika grafiklägen: 320 × 200 i 16 färger (50/60 Hz), 640 × 200 i 4 färger (50/60 Hz) och 640 × 400 (72 Hz) i 2 färger (monokrom). Färgerna är valbara från en 9 bitars färgpalett (512 färger) på ST. Med STE utökades paletten till 12 bitar (4096 färger).

Mega ST hade utöver grundmodellen:
- Intern expansionsbuss
- Intern ACSI port
- Realtidsklocka
- Separat tangentbord.
- Blitter. De första Mega ST som såldes saknar dock blittern då den ej var färdigutvecklad.

Atari STE hade utöver grundmodellen:
- 2 extended joystick ports, kompatibel med Atari Jaguar, saknades på Mega STE.
- 4 SIMM platser för 2/4st 256 KiB eller 1MiB SIMM minnen.
- Utökad palett, 12 bitar (4096 färger)
- Blitter
- Vertikal/Horisontal hårdvaruscroll.
- Genlock stöd
- 2 kanalers PCM DMA audio. 8-bitars mono/stereo uppspelning av digitalt ljud i 6258 Hz, 12,517 Hz, 25,033 Hz samt 50,066 Hz.

Mega STE hade även:
- Intern VME expansionsbuss.
- Intern ACSI port
- Inbyggd SCSI hårddisk
- Realtidsklocka
- Separat tangentbord.
- Stöd för 1.44mb diskettstation
- En 8/16 MHz Motorola 68000 med cache, hastigheten kunde väljas med mjukvara.
- Stöd för Motorola 68881/2 FPU